# Konzulat Republike Slovenije v Mysłowicah
Konzulat Republike Slovenije v Mysłowicah je diplomatsko-konzularno predstavništvo (konzulat) Republike Slovenije s sedežem v Mysłowicah (Poljska); spada pod okrilje Veleposlaništvu Republike Slovenije na Poljskem.
Trenutni častni konzul je Mieczysław Marian Barański.